# أغبلاغ (ورزقان)
أغبلاغ هي قرية في مقاطعة ورزقان، إيران. يقدر عدد سكانها بـ 109 نسمة بحسب إحصاء 2016.